# Holy Loch Refit Site One
Holy Loch Refit Site One – amerykańska baza okrętów podwodnych w Szkocji, w latach 1961–1992 służąca jako miejsce stacjonowania 14 eskadry strategicznych okrętów podwodnych (SUBRON 14) wyposażonych w pociski balistyczne SLBM, zwłaszcza Polaris A-1, Polaris A-2, Polaris A-3 i Poseidon C-3. W latach wcześniejszych, w tym w czasie drugiej wojny światowej, baza brytyjska.

## Historia i cele bazy
Pierwsza generacja amerykańskich amerykańskiego morskiego systemu strategicznego odstraszania nuklearnego dysponowała pociskami balistycznymi Polaris, a następnie Poseidon o ograniczonym jedynie zasięgu 2200 do 4600 km. Celem skrócenia czasu niezbędnego dla przejścia do wyznaczonych rejonów patroli, marynarka wojenna Stanów Zjednoczonych potrzebowała baz w wysuniętych lokalizacjach, w których okręty podwodne mogłyby wymieniać załogi oraz otrzymywać zaopatrzenie. Pozyskała wobec tego trzy bazy poza terytorium USA: Naval Base Guam w Apra Harbor na wyspie Guam, Naval Station Rota w hiszpańskiej Rocie oraz Holy Loch Refit Site One w Holy Loch w Szkocji. Bazy te zostały przystosowane do potrzeb w zakresie wymiany załóg okrętów, dostaw żywności, części zamiennych, torped i pocisków balistycznych, a także drobnych napraw.

Refit Site One w zatoce Holy Loch rozpoczęła działalność w marcu 1961 roku wraz z zawinięciem do niej okrętu bazy jednostek podwodnych USS "Proteus" (AS-19). Era patroli z tej bazy w ramach strategicznego odstraszania nuklearnego rozpoczęła się jeszcze w tym samym roku, kiedy wyszedł z niej na patrol USS "George Washington". W ciągu następnych lat w bazie tej rozpoczęły się lub zakończyły setki patroli strategicznych okrętów podwodnych. Z uwagi na fakt iż stałe utrzymywanie załóg okrętów podwodnych w Holy Loch nie było praktyczne, Refit Site 1 nie była portem macierzystym dla żadnej z nich. Wymagałoby to bowiem zbyt szeroko zakrojonej działalności pomocniczej na brzegu. Zamiast tego, załogi dostarczano do Szkocji transportem lotniczym z baz w Stanach Zjednoczonych, po czym w ten sam sposób wracały tam po zakończeniu patrolu. Centralnym elementem bazy był zakotwiczony pośrodku Holy Loch (ze względów bezpieczeństwa nie przy nabrzeżu) okręt-baza okrętów podwodnych (tender) spełniający rolę warsztatu, magazynu zaopatrzenia oraz broni. Wszystkie tendry zorganizowane są według określonego schematu, zgodnie z którym podzielone są na odrębne specjalistyczne sekcje.

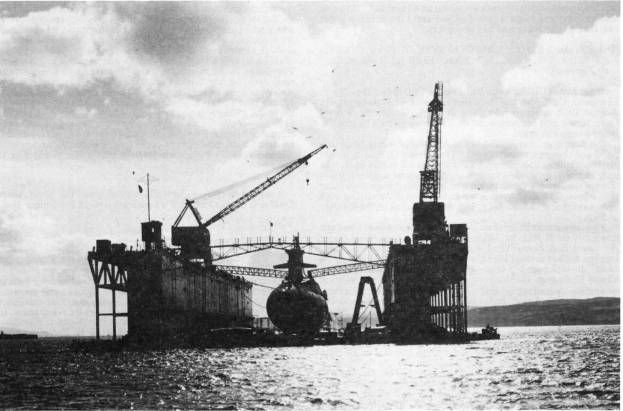
Holy Loch. "Abraham Lincoln" w doku "Los Alamos"

- sekcja operacji odpowiedzialna jest za bezpieczeństwo prowadzonych przez okrętu operacji w morzu - jej specjalnością jest komunikacja oraz nawigacja;
- sekcja inżynieryjna odpowiedzialna jest m.in. za systemy napędowe okrętów, systemy pary, systemy elektryczne, systemy słodkiej wody, ochronę przeciwpożarową oraz kontrolę uszkodzeń. Sekcja ta zapewnia również zaopatrzenie w słodką wodę i prąd elektryczny okrętów zacumowanych przy tendrze;
- sekcja zaopatrzenia zaopatruje okręty w żywność, części zamienne oraz inne materiały;
- sekcja uzbrojenia ma w swojej pieczy systemy broni okrętów, w tym torpedy i pociski rakietowe;
- ostatnią i najważniejszą sekcją jest sekcja napraw okrętów.

Obok tendra, stałym wyposażeniem bazy w Holy Loch był pływający suchy dok umożliwiający naprawy i malowanie kadłuba okrętów podwodnych. Rolę suchego doku pełnił w Refit Sine 1 USS "Los Alamos" (AFDB-7), dzięki któremu tendry uzyskały możliwość wykonywania wielu napraw okrętów podwodnych, które przy jego braku mogłyby być wykonywane jedynie w stoczni. Innymi elementami wyposażenia bazy są barki zapewniające dodatkową przestrzeń roboczą i magazynową, a także holowniki i inne małe jednostki pływające służące głównie do przewozu personelu i zaopatrzenia.
Pierwszym tendrem w Holy Loch był "Proteus" (AS-19), który jednak szybko zakończył w niej służbę, zastąpiony już na początku. 1963 roku przez USS "Hunley" (AS-31) - tender typu Hunley. Ostatnim patrolem strategicznym przeprowadzonym z Holy Loch był przeprowadzony w roku 1991 patrol, kiedy to w morze wyszedł okręt typu Benjamin Franklin USS "Will Rogers" (SSBN-659). Ostatecznie, baza została oficjalnie zamknięta 3 marca 1992 roku